# Tribolonotus blanchardi
Espèce
Statut de conservation UICN

 LC  : Préoccupation mineure
Tribolonotus blanchardi est une espèce de sauriens de la famille des Scincidae.

## Répartition

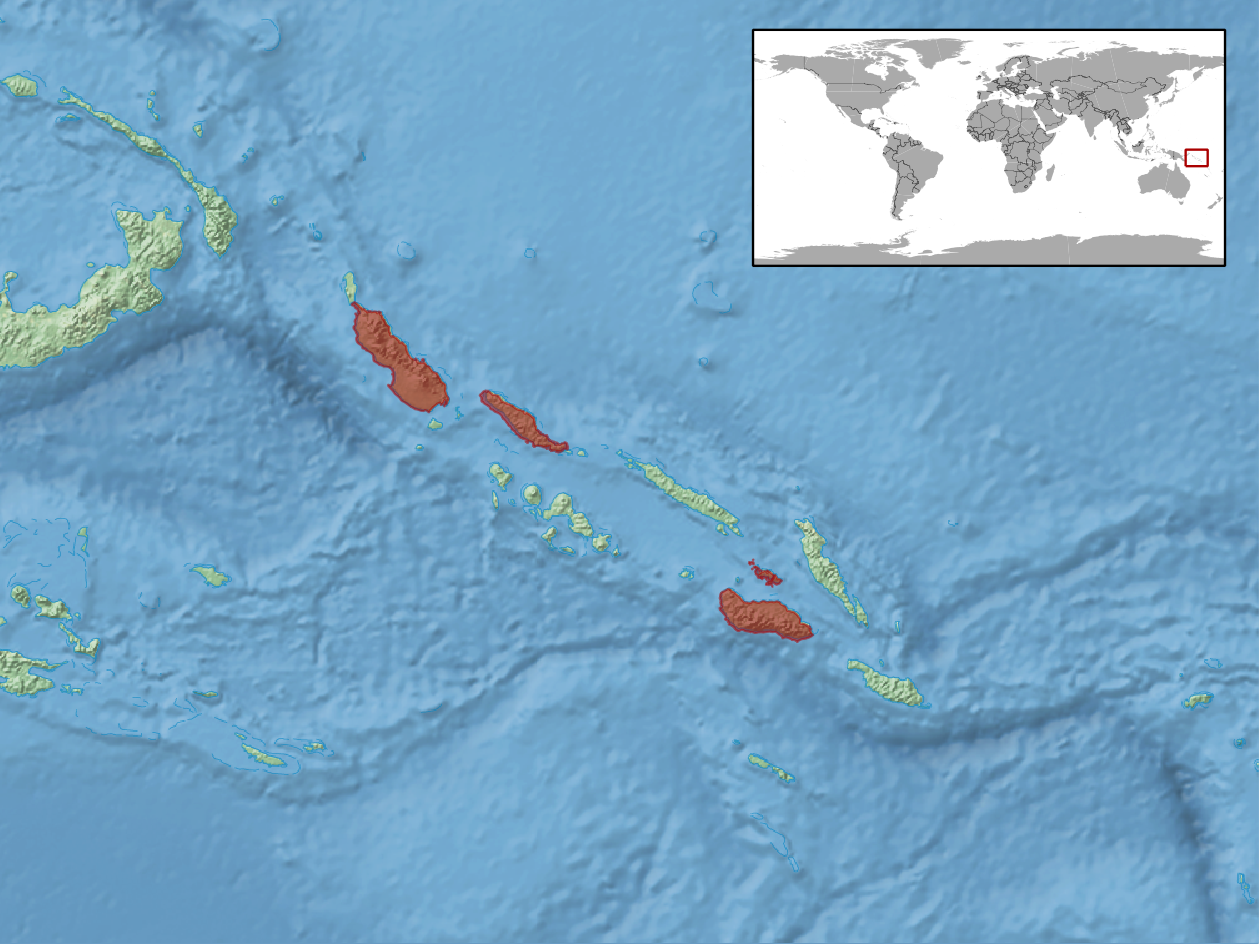
Répartition de l'espèce.

Cette espèce est endémique de l'archipel des Salomon. Elle se rencontre sur les îles de Bougainville, de Choiseul, de Guadalcanal et dans les îles Florida.

## Étymologie
Cette espèce est nommée en l'honneur de Frank Nelson Blanchard.

## Publication originale
- Burt, 1930 : Herpetological results of the Whitney South Sea Expedition IV. Descriptions of new species of lizards from the Pacific Islands (Scincidæ). American Museum Novitates, no 427, p. 1-3 (texte intégral).